# Giovan Battista Serbelloni
Giovan Battista Serbelloni foi um prelado católico romano que serviu como bispo de Cassano all'Jonio de 1561 a 1579.

## Biografia
No dia 17 de Dezembro de 1561, Giovan Battista Serbelloni foi nomeado durante o papado de Pio IV como bispo de Cassano all'Jonio. A 6 de Abril de 1567, foi consagrado bispo por Thomas Goldwell, bispo de Santo Asaph, com Ippolito Capilupo, bispo emérito de Fano, e Ventura Buralini, bispo de Massa Marittima, servindo como co-consagradores. Serviu como bispo de Cassano all'Jonio até à sua renúncia em 1579.
Enquanto bispo, foi o consagrador principal de Giuliano de' Medici (bispo), bispo de Béziers (1567).